# Ataxie paroxystique héréditaire
L'ataxie paroxystique héréditaire est une maladie génétique qui débute dans l'enfance ou l'adolescence (de 2 à 32 ans). Elle est caractérisée par des épisodes aiguës d'ataxie, de vertige et de nausée qui durent de quelques minutes à plusieurs jours.
Des troubles de l'élocution, une diplopie, une dystonie, une hémiplégie ou une migraine accompagnent ces crises. La moitié des malades ont des migraines.
Ces épisodes surviennent avec une fréquence de deux par an à quatre fois par semaine. Ces crises sont déclenchées par le stress, la caféine, l'alcool et la prise de phénytoïne.
La prise d'acétazolamide arrête ou diminue nettement ces crises. Entre les crises, la personne est normale mais un nystagmus ou une discrète ataxie peut subsister.
Le diagnostic se fait par la clinique. L'imagerie médicale à résonance magnétique met parfois en évidence une atrophie du vermis cérébelleux. Seule la recherche de mutation du gène CACNA1A est possible.

## Sources
- (en) Sian Spacey, Episodic Ataxia Type 2 In GeneTests: Medical Genetics Information Resource (database online). Copyright, University of Washington, Seattle. 1993-2005 (www.genetests.org)